# Riedelia angustifolia
Riedelia angustifolia är en enhjärtbladig växtart som beskrevs av Theodoric Valeton. Riedelia angustifolia ingår i släktet Riedelia och familjen Zingiberaceae. Inga underarter finns listade i Catalogue of Life.